# Nazionale maschile di calcio degli Stati Federati di Micronesia
La nazionale di calcio degli Stati Federati di Micronesia è la squadra nazionale degli Stati Federati di Micronesia ed è gestita dalla Federated States of Micronesia Football Association. Attualmente la squadra non è affiliata alla FIFA, ma è un membro associato dell'OFC.
La squadra principalmente partecipa ai Giochi del Sud Pacifico (South Pacific Games).

## Partite internazionali
| Data           | Luogo         |            | Avversario                    | Risultato |                                  |
| -------------- | ------------- | ---------- | ----------------------------- | --------- | -------------------------------- |
| giugno 1999    | Guam          | Micronesia | Guam                          | 1 - 4     | Amichevole                       |
| 1º giugno 1999 | Guam          | Micronesia | Guam                          | 0 - 3     | Amichevole                       |
| 12 luglio 1999 | Micronesia    | Micronesia | Isole Marianne Settentrionali | 7 - 0     | Micronesian Cup                  |
| 16 agosto 2002 | Yap           | Micronesia | Yap                           | 4 - 2     | Amichevole                       |
| 30 giugno 2003 | Suva, Figi    | Micronesia | Tahiti                        | 0 - 17    | Giochi del Pacifico del Sud 2003 |
| 1º luglio 2003 | Suva, Figi    | Micronesia | Nuova Caledonia               | 0 - 18    | Giochi del Pacifico del Sud 2003 |
| 5 luglio 2003  | Nausori, Figi | Micronesia | Tonga                         | 0 - 7     | Giochi del Pacifico del Sud 2003 |
| 7 luglio 2003  | Lautoka, Figi | Micronesia | Papua Nuova Guinea            | 0 - 10    | Giochi del Pacifico del Sud 2003 |